# Теревсаты
Теревсаты (театры революционной сатиры) — театры малых форм, созданные в годы гражданской войны с целью политического воспитания широкого зрителя с помощью сатиры. Высмеивали как «внешних» врагов (интервентов, белогвардейцев), так и «внутренних» (саботаж, бюрократизм).

## История
Первый «Теревсат» («Театр революционной сатиры») был организован Михаилом Пустыниным в январе 1919 года в Витебске; его руководителем стал бывший артист театра-кабаре «Кривое зеркало» Михаил Разумный. Первый спектакль театра был поставлен 7 февраля 1919 года. 15 апреля 1920 года театр переехал в Москву и здесь вместе с М. Разумным им руководил Давид Гутман.
По примеру витебского во многих городах Российской республики впоследствии были созданы теревсаты (Калуга, Новороссийск, Грозный, Иркутск, Николаев, часто при местных отделениях РОСТА).
Появлению теревсатов способствовала статья наркома просвещения А. Луначарского «Будем смеяться» в журнале «Вестник театра» в марте 1920 года.
Как следствие в Настасьинском переулке Москвы заработала Государственная опытно-показательная студия театра сатиры (с апреля 1920 года и до конца года), поставившая среди других пьес написанную для неё агитпьесу В. Маяковского «А что, если? Первомайские грезы в буржуазном кресле» (режиссёры А. Зонов и Н. Фореггер).
Формы и жанры теревсатов — одноактные пьесы, сатирические сценки, тантоморески, «раешники», «балаганные» и «петрушечные» представления.
В этом смысле показательна одна из афиш «Теревсата»:
- вступительное слово
- песенка о метле
- советские барышни
- ария Мефистофеля
- Волокита
- м-м ЛюЛю
- приветственные телеграммы
- пожарные частушки

В качестве средств художественного выражения использовались черно-белые краски (противопоставление враг — друг), распространенные аллегории, знаковые формулы (красные стяги, пение «Интернационала» и др.).
Период популярности теревсатов — сезон 1920 — 1921 года. В 1922 году обнаружилось, что Михаил Разумный в условиях НЭПа как импресарио занялся предпринимательской деятельностью; он был смещён с поста руководителя труппы и сам театр был вскоре расформирован. Последняя программа театра была представлена 22 апреля 1922 года.
К весне 1922 года в связи с наступившим НЭПом, большинство из «театров революционной сатиры»   закрывается, расформировывается или они переходят к другому репертуару.